# ۲۶۲۲ بولزانو
سیارک ۲۶۲۲ (به انگلیسی: 2622 Bolzano، نامگذاری:1981CM) دو هزار و ششصد و بیست و دومین سیارک کشف شده‌است که در ۹ فوریه ۱۹۸۱ کشف شد.
قدر مطلق سیارک برابر ۱۱٫۷۰ است.